# Camillo Candiani
Camillo Candiani, conte d'Olivola, signore di Montù de' Gabbi (Olivola, 11 ottobre 1841 – Olivola, 9 febbraio 1919), è stato un militare e politico italiano.

## Biografia
Ammesso alla scuola di marina a soli nove anni per concessione reale, si imbarca per la prima volta nel 1856 sull'avviso Aquila e viene promosso guardiamarina nel 1860.
La sua carriera si è svolta principalmente nell'ambito della diplomazia militare. Nel settembre del 1866 viene inviato in missione diplomatica a Pechino, portando a termine una delle prime impegnative prove di politica internazionale del neonato Regno d'Italia.
Due anni dopo, a bordo delle fregate Regina e Margherita, compie una circumnavigazione oceanica.
Nominato vicedirettore d'Artiglieria a Genova e professore della Regia Scuola di Marina, effettua importanti studi di tecnica navale, che nel 1869 culminano col perfezionamento di una progredita attrezzatura atta a sospendere ed a trasbordare a bordo delle unità le artiglierie. Dopo un lungo periodo trascorso a bordo delle più moderne unità della Marina, nel 1888 è nominato al prestigioso incarico di addetto navale a Londra.
Dal 1895 al 1898 è direttore dell'Arsenale della Spezia per poi passare al comando della piazzaforte marittima de La Maddalena. Nel 1900, al comando dell'Ettore Fieramosca, partecipa al trasporto del corpo di spedizione italiano in Cina, parte della forza internazionale inviata dalle potenze coloniali per fronteggiare la ribellione dei Boxer.
Lascia definitivamente il servizio nel 1910, quando già da nove anni è senatore a vita.